# Daniel Martins
Daniel Sabino Martins (Vitória, 8 de maio de 1975), mais conhecido por Daniel ou Daniel Martins, é um ex-futebolista brasileiro naturalizado guinéu-equatoriano, que jogava como lateral-direito.
Possui em seu currículo o Mundial de Clubes da FIFA em 2000 e a Copa da CEMAC de 2006 com a seleção da Guiné Equatorial, na cidade de Bata.

## Carreira em clubes
Daniel ingressou na Desportiva em 1988, então com tenros 16 anos. O jogador continuou no clube até 1993, quando passou por um ano de empréstimo na Catuense em 1994. Em seguida, o lateral voltou a atuar pela Desportiva até 1997, quando passou a maior parte do ano no São Mateus.
Saiu da Desportiva em 1998, após a campanha que quase levou a equipe grená à elite do Campeonato Brasileiro, onde perdeu o acesso para o Botafogo de Ribeirão Preto. Em 1999, atraiu interesse de equipes da Série A, sendo contratado pela Ponte Preta, onde foi titular durante o ano todo.
No início de 2000, o Corinthians contrata o lateral para a disputa do Mundial de Clubes, mas ficou durante muito tempo na reserva. Insatisfeito com tal situação, Daniel voltou à Ponte Preta pouco tempo depois.
Em 2001, o lateral retorna à cidade de São Paulo, agora para defender o Palmeiras. Reserva no início da temporada, Daniel disputou apenas 6 jogos no ano.
Apesar de ainda continuar vinculado ao elenco palmeirense para 2002, Daniel voltou pela terceira vez à Ponte, desta vez por empréstimo. Não esteve entre os atletas escalados no jogo que selou o destino do Palmeiras, que acabaria rebaixado para a Série B após derrota para o Vitória. Na terceira passagem pela Ponte, Daniel teve atuações discretíssimas.
Já na Série B, Daniel retornou ao Verdão, tendo feito parte do elenco que regressou à Série A e chegou a fazer algumas partidas no início do Brasileirão de 2004. Fora dos planos do Palmeiras para a temporada seguinte, o lateral foi dispensado ao final de seu contrato.
Pelo Palmeiras jogou 50 partidas e marcou dois gols.
Em 2005, Daniel ficou à espera de propostas, mas não teve sucesso em nenhuma delas. Apesar de ter seu nome ligado a uma provável contratação pelo Atlético Mineiro para a disputar o Campeonato Brasileiro de 2006, resolveu abandonar o futebol de forma prematura, com apenas 33 anos.
Após quatro anos parado, o lateral resolveu voltar a atuar, desta vez no futebol society (modalidade futebolística onde atuam sete atletas), pelo Credi Estiva, passando a ser meio-campista.
Em 2018, Daniel Martins tentou pela primeira vez sua corrida pra uma vaga na câmara estadual do Espírito Santo e obteve 546 votos. Ficando como suplente.

## Seleção Guinéu-Equatoriana
Mesmo aposentado, o lateral-direito foi convocado para disputar a Copa da CEMAC de 2006 pela Guiné Equatorial, uma vez que possuía antepassados ligados ao país africano.

## Títulos
Desportiva Ferroviária
- Campeonato Capixaba:  1986, 1989, 1992 e 1996

Palmeiras
- Taça Cidade de Jacutinga: 2002
- Campeonato Brasileiro Série B: 2003

Corinthians
- Copa do Mundo de Clubes da FIFA: 2000